# Franciszek Hoszard
Franciszek Hoszard (ur. 20 października 1822 w Nowym Wiśniczu, zm. 14 grudnia 1899 we Lwowie) – lekarz, uczestnik powstania krakowskiego 1846, poseł do Sejmu Krajowego Galicji i austriackiej Rady Państwa

## Życiorys
Urodził się w Nowym Wiśniczu, który wówczas należał do Cesarstwa Austrii. Szkołę podstawową i gimnazjum ukończył w Bochni. Przez pewien czas studiował na wydziale filozofii Uniwersytetu Lwowskiego. Od 1841 studiował medycynę na uniwersytecie w Wiedniu. Za udział w powstaniu w 1846 roku został skazany na 6 miesięcy więzienia. Dyplom doktora medycyny i chirurgii uzyskał w Krakowie w 1849. Jako lekarz najpierw pracował w Bochni (1850–1877), a następnie we Lwowie (1878–1899).  
W 1862 stanął na czele Bocheńskiej Ławy Obwodowej, której celem była organizacja werbunku ochotników do przyszłego powstania oraz ich zaopatrzenie. W czasie powstania styczniowego organizował pomoc sanitarną dla powstańców jak również broń i pieniądze. We wrześniu 1864, po sześciu miesiącach tymczasowego aresztowania za wsparcie powstania, został uniewinniony od zarzutu zakłócania porządku publicznego.  
Członek Galicyjskiego Towarzystwa Gospodarskiego (1864–1868). Członek Rady Powiatu wybrany w kurii gmin miejskich (1867–1878) i Wydziału Powiatowego (1867–1878) w Bochni. W latach 1872–1876 był także członkiem i wiceprezesem Rady Szkolnej Okręgowej w Bochni. Był posłem do Sejmu Krajowego Galicji II, III IV, V, VI i VII kadencji w latach 1867–1899. Był wybierany w IV kurii (gmin wiejskich) z okręgu wyborczego nr 51 Bochnia–Niepołomice–Wiśnicz. Był także posłem do Izby Posłów (niem. Abgeordnetenhaus) austriackiej Rady Państwa IV kadencji (17 grudnia 1872 – 21 kwietnia 1873), wybrany przez Sejm Krajowy po rezygnacji Henryka Konopki w kurii XX – jako delegat z grona posłów wiejskich okręgów: Kraków, Chrzanów, Bochnia, Brzesko, Wieliczka, Wadowice, Kęty, Myślenice, Żywiec. Następnie w okresie 4 listopada 1873 – 1 grudnia 1877 był posłem V kadencji wybranym w wyborach bezpośrednich w kurii IV (gmin wiejskich) z okręgu nr 5 Bochnia, Wiśnicz, Niepołomice, Brzesko, Wojnicz, Radłów. W austriackiej Radzie Państwa był członkiem Koła Polskiego. Z mandatu posła do Rady Państwa zrezygnował po wybraniu go na członka Wydziału Krajowego (niem. Landesausschuss), którego członkiem był w latach 1878–1899. 
Członek i zastępca przewodniczącego Krajowej Rady Zdrowia (1884). W końcowym okresie życia był dyrektorem Departamentu Zdrowia Wydziału Krajowego. W latach 1883–1884 był prezesem Towarzystwa Lekarzy Galicyjskich. Członek Rady Zawiadowczej Zakładu dla ubogich i sierot w Drohowyżu (1886–1896). Członek zarządu (asesor) Galicyjskiego Zakładu Ociemniałych we Lwowie (1889–1899).

## Rodzina
Był synem lekarza Ignacego Hoszarda i Barbary z Boguckich. W maju 1852 roku ożenił się z Antoniną Eminowicz, z którą miał syna Władysława. 

## Upamiętnienie
Tomik zawierający 18 wierszy Józefa Niwickiego Listki karpackie wydany w 1873, był dedykowany Franciszkowi Hoszardowi.
Z inicjatywy Stowarzyszenia Bochniaków i Miłośników Ziemi Bocheńskiej na wiosnę 1984 roku Miejska Rada Narodowa nadała imię Franciszka Hoszarda jednej z nowych ulic w Bochni.